# Jean Santeuil

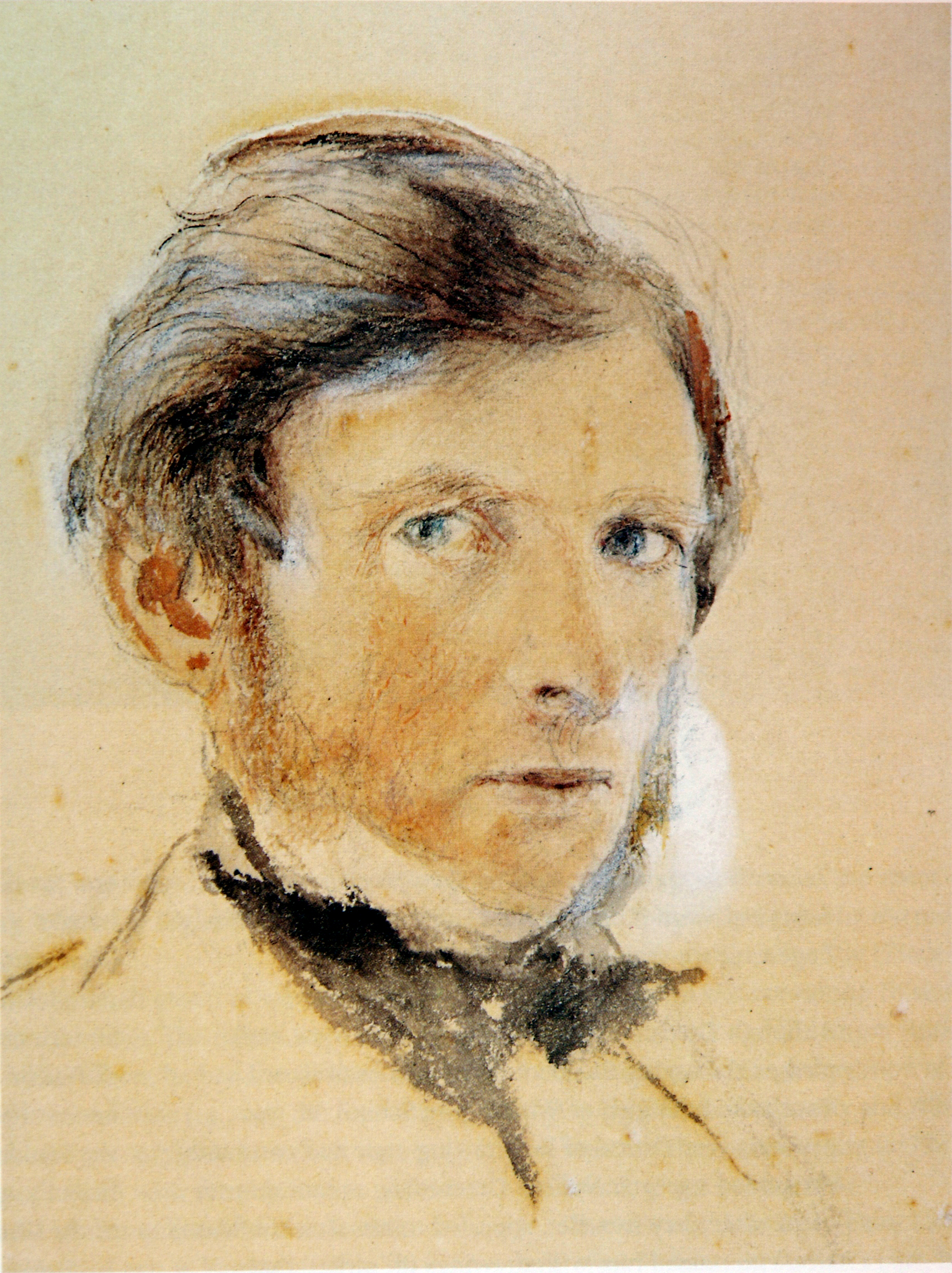
Ruskin

Jean Santeuil è un romanzo giovanile incompiuto di Marcel Proust, scritto tra il 1895 e il 1901, pubblicato solamente postumo nel 1952 compilando una moltitudine di fogli e frammenti ritrovati. Il racconto dell'apprendistato estetico e amoroso del protagonista Jean, chiaro alter ego dell'autore, costituisce, come lo definì Gianfranco Contini, il «cartone preparatorio» di À la recherche du temps perdu.

## Genesi dell'opera
Jean Santeuil è costruito attraverso un'operazione di montaggio di scene e quadri indipendenti e in sé conchiusi, dove Proust dà forma a una soggettività esasperata, ricondotta a motivi autobiografici. Ci sono già, in nuce o in filigrana, molti personaggi della futura Recherche.

Nel gennaio 1898, essendo impegnato nella famosa petizione apparsa sul giornale L'Aurore a sostegno dell'innocenza di Alfred Dreyfus, condannato per tradimento ai lavori forzati all'Isola del Diavolo, Proust conobbe, poco tempo dopo, il tenente colonnello Georges Picquart. Ne rimase affascinato. Quando egli fu arrestato, Marcel riuscì a fargli giungere in cella, alla fortezza di Mont-Valérien, una copia del suo libro I piaceri e i giorni. Durante il processo per diffamazione intentato contro lo scrittore Émile Zola, a causa del suo famoso J'accuse, Proust fu uno spettatore fisso e attento alle sedute; arrivò addirittura fornito di panini e thermos pieno di caffè, per non perdere neanche un'udienza. Trasporterà i suoi sentimenti e le sue emozioni di quei giorni proprio nel romanzo Jean Santeuil, che da tempo andava scrivendo. Ecco la descrizione dell'arrivo del generale de Boisdeffre al tribunale: 

Ed ecco l'idolo di Proust, Picquart: 
Jean Santeuil giunge infine alla comprensione della bellezza segreta della sua vita e del suo legame con i genitori.

## Ritrovamento e pubblicazione postuma
Nel 1952 uno studioso, Bernard de Fallois, rinviene, in un armadio della nipote di Marcel Proust, un manoscritto costituito da fogli sparsi e quaderni che riordinati verranno pubblicati come romanzo giovanile postumo (circa 700 pagine, ridotte nella prima ed. a stampa francese a 342) dal titolo aggiunto dal curatore e ormai divenuto imprescindibile di Jean Santeuil. Proust infatti aveva iniziato questo lavoro nel 1895 e dopo sei anni, insoddisfatto, lo aveva buttato nell'armadio.
L'uscita del libro in Francia presso Gallimard, con introduzione di André Maurois, suscitò subito grande interesse, al quale seguirono diversi interventi critici, tra i primi uno di Claude Mauriac che spiegava meglio in quali condizioni fosse stato ritrovato il manoscritto, cioè per buona parte su fogli sparsi e non ordinati e per piccola parte su un unico quaderno. La divisione in 92 capitoli è in gran parte dovuta a Proust e in piccola parte al de Fallois, che ne ha aggiunto i titoli laddove mancavano. Si suppone che la stesura sia avvenuta dal settembre 1895 all'agosto 1897, con aggiunte fino alla fine del 1899 e un breve capitolo dopo il 1901, quando pare che l'autore ci stesse ripensando e volesse riprendere a scriverlo. Una nuova edizione, a cura di Pierre Clarac, uscì nel 1971 presso la collana "Bibliothèque de la Pléiade", a cui ha fatto seguito un'ulteriore edizione nella collana "Quarto" con note aggiunte di Jean-Yves Tadié (Gallimard, 2001), dove i 92 capitoli della prima ed. sono ridotti a 12.
Dopo questo tentativo di costruire un'opera originale, Proust aveva dedicato sei anni alla traduzione e al commento di due opere dell'inglese John Ruskin (esteta e storico dell'arte), e solo al termine di questo tormentato periodo (in cui avvenne la morte dei suoi genitori) aveva ripreso fiducia nelle proprie capacità artistiche.
La critica letteraria appare concorde nel ritenere che Jean Santeuil non riveli aspetti proustiani sconosciuti ma che sia di grande aiuto a comprendere meglio quello che la Recherche ha proposto alla nostra meditazione.

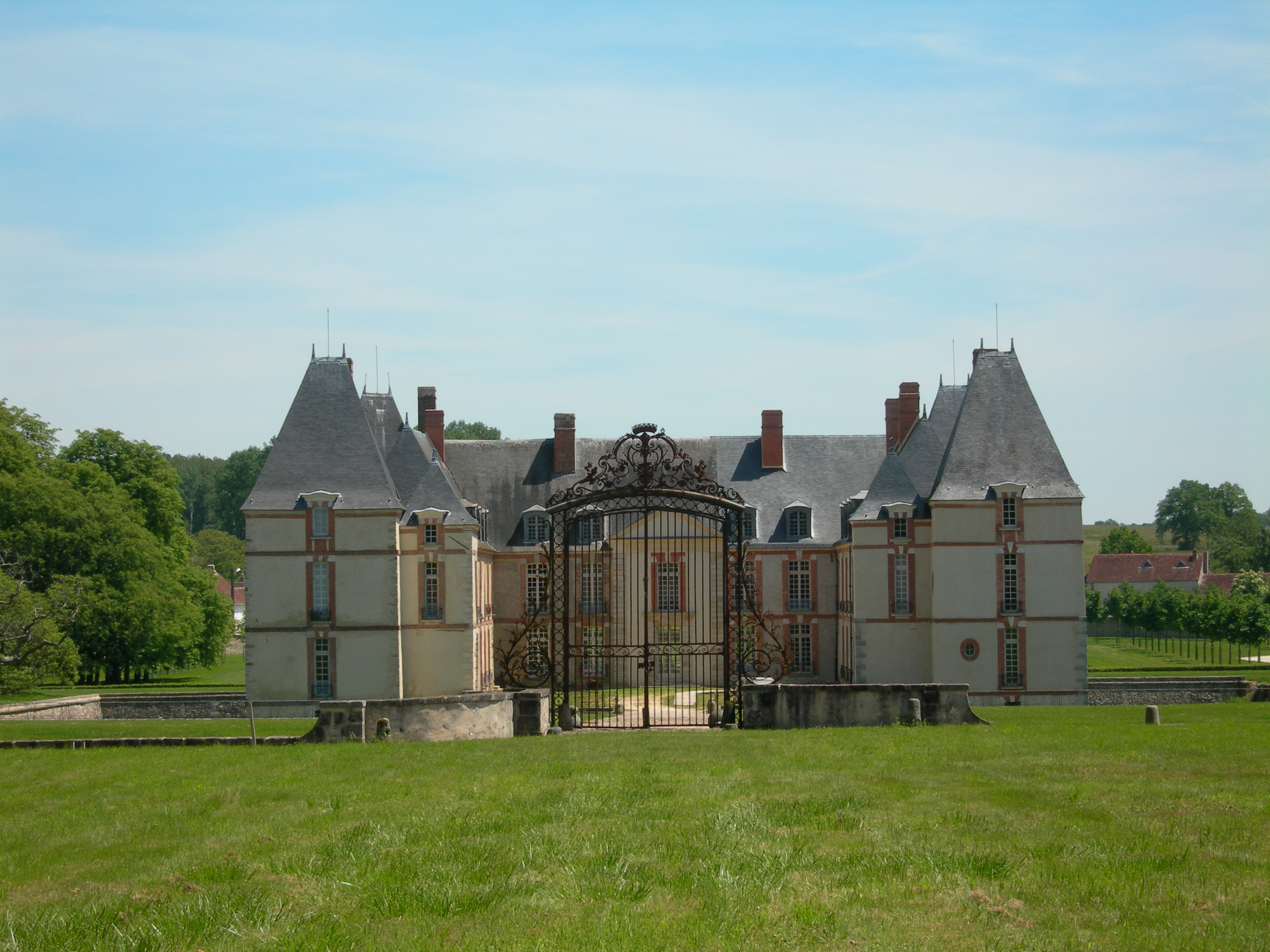
Castello Réveillon

Scrive Jean Rousset: "Se il Proust di Jean Santeuil ha già in mano i dati fondamentali per la sua opera, perché si è scoraggiato ed ha abbandonato questo manoscritto? Perché l'esperienza più intensa, più originale, per indispensabile che sia, non è sufficiente di per sé a costruire un'opera. Incapace di costruire, e d'integrare organicamente arte e memoria, Proust compone solo un mosaico, il romanzo fallito di una vocazione fallita. In questo libro troppo autobiografico non riesce ad operare la separazione, le metamorfosi che pure egli sa necessarie ... tra la vita di uno scrittore e la sua opera, tra realtà ed arte".
Eccone alcuni estratti dal libro, nella traduzione di Franco Fortini:
- La dedica: «Mi è lecito chiamare romanzo questo libro? È forse qualcosa di meno e molto di più: l'essenza medesima della mia vita qui distillata, senza nulla aggiungervi, quale cola dalle fessure delle ore. Questo libro non è mai stato composto; è stato raccolto.»
- L'inizio: «Ero venuto, insieme ad un mio amico, a trascorrere il mese di settembre a Kerengrimen, che allora (nel 1895) era appena una fattoria, lontana da ogni villaggio...»
- La fine: «Essi non riuscivano a distrarsi da quel cieco spettacolo della vita dove tanto grande risplendeva la sua potenza. E il rumore regolare continuava sempre. L'opera di vita e di morte, l'opera del tempo non aveva tregua.»

### Edizioni francesi
- (FR) Jean Santeuil, (3 voll.), préface d'André Maurois, Paris, Gallimard, 1952.
- (FR) Jean Santeuil précédé de Les Plaisirs et les jours, Édition établie par Pierre Clarac avec la collaboration d'Yves Sandre, Bibliothèque de la Pléiade n. 228, Paris, Éditions Gallimard, 1971,  pp. X-1123.

### Edizioni italiane
- Jean Santeuil, trad. Franco Fortini, Collana Supercoralli, Einaudi, Torino, 1953, pp. X-721.
- Jean Santeuil, trad. Franco Fortini, a cura di Luciano Erba, Collana Oscar, Mondadori, Milano, 1970, 1978, 1984, pp. 710
- Jean Santeuil, nuova edizione sul testo critico francese, traduzione di Franco Fortini, a cura di Mariolina Bongiovanni Bertini, con note di Pierre Clarac, Collana NUE. Nuova serie, Einaudi, Torino, 1976, pp. 853.
- Jean Santeuil, traduzione di Salvatore Santorelli, saggio introduttivo di Andrea Caterini, Roma, Edizioni Theoria, 2018,  p. 802, ISBN 978-88-9999-717-5.